# تنومة (عسير)
تنومة هي حاضرة ومركز محافظة تنومة التابعة لمنطقة عسير جنوب غرب السعودية، وتبعد حوالي 115 كم شمال مدينة أبها.

## نبذة
تقع تنومة شمال مدينة أبها وتبعد عنها 115 كم تقريباً، كما تبعد عن النماص إلى جهة الشمال من تنومة بحوالي 35 كيلومتر تقريباً.

### السكان
- بلغ عدد سكانها (12,442) حسب تعداد السعودية 2022م.[2]
- بلغ عدد سكانها حسب إحصائية سنة 2010م حوالي 14,684 نسمة.[3]

## تاريخياً
ذكرها الشاعر الجاهلي حاجز الأزدي:
وذكرها المؤرخ الهمداني (280 – 334 هـ) في كتابه صفة جزيرة العرب «ثم يتلو سراة عنز سراة الحجر بن الهنو من الأزد، ومدنها الجهوة ومنها تنومة» وقال: «وتنومة والأشجان، ونحيان، ثم الجهوة قرى لبني ربيعة بن حجر» وقال أيضاً: «تنومة واد فيه ستون قرية أسفله لبني يسار، وأعلاه لبلحارث بن شهر» وقال عنها أبو الحياش الحجري في إحدى قصائده المشهورة: في كتاب (صفة جزيرة العرب) للهمذاني (258) حيث قال: ثم يتلو سراة عنز، سراة الحجر بن الهنو بن الأُزد ومدنها (الجهوة) ومنها (تنومة) والشرع من باحان.
ثم ذكرها في نفس الكتاب (ص260): وقال «أنها من بطون الأُزد» وجاء في (ص261) ما نصه أن: «تنومة واد فيه ستون قرية أسفله لبني يسار وأعلاه لبلحارث بن شهر».
كما ورد ذكرها في كتاب «جزيرة العرب في القرن العشرين» لحافظ وهبة (ص33-34) حيث يقول: «والبلاد الداخلية في غاية الخصوبة وخصوصا من تنومة إلى تمنية وهي تصارع أحسن وأخصب البلاد العالية في اليمن، والمزروعات على اختلاف أنواعها من حبوب وبقول وفاكهة تجود في الوديان».
وذكرها الأستاذ محمود شاكر في كتابه شبه جزيرة العرب (عسير) (ص97-98) بقوله: «بنو شهر: وأشهر أوديتها» وادي تنومة«ويأتي من أعالي الحجاز باتجاه الشرق ليرفد وادي ترج المشهور، أما وادي تنومة فترفده عدة أودية منها: سدوان، ونحيان، ومنعاء.. وغيرها من الروافد».
وقوله أيضاً في (ص99) «أما تنومة فهي مدينة تاريخية وقريبة من بلدة النماص وإلى الجنوب منها بحيث يمكن أن تُرى منها».
وجاء في تحقيق المؤرخ الشهير الشيخ محمد بن بلهيد النجدي وتعقيبه على كتاب (صفة جزيرة العرب) للهمذاني (ص299) مايلي: "ومدينة بني أثلة (تنومة) وكلاهما من الأُزد وقال: "تنومة مدينة عظيمة باقية بهذا الاسم إلى عهدنا هذا، ويسكنها الآن بنو أثلة وهم بطن من الأُزد".